# Corpuscularia britteniae
Corpuscularia britteniae är en isörtsväxtart som först beskrevs av L. Bol., och fick sitt nu gällande namn av H. E. K. Hartmann. Corpuscularia britteniae ingår i släktet Corpuscularia, och familjen isörtsväxter. Inga underarter finns listade i Catalogue of Life.